# Eudejeania mexicana
Eudejeania mexicana är en tvåvingeart som först beskrevs av Robineau-desvoidy 1863.  Eudejeania mexicana ingår i släktet Eudejeania och familjen parasitflugor. Inga underarter finns listade i Catalogue of Life.